# 迪克峰
67°40′S 49°36′E / 67.667°S 49.600°E
迪克峰是南極洲的山峰，位於恩德比地，是拉加特山脈的東端，處於漢布勒山以東2公里，該山峰在1956年被澳大利亞探險隊發現，以莫森站的氣象觀測員命名。